# Emil Grandell
Johan Emil Grandell (ur. 5 grudnia 1889 w Västerås, zm. 20 maja 1963. tamże) – szwedzki lekkoatleta specjalizujący się w biegach sprinterskich, uczestnik igrzysk olimpijskich.
W 1912 roku Grandell reprezentował Szwecję na V Letnich Igrzysk Olimpijskich w Sztokholmie, gdzie wziął udział w jednej dyscyplinie. Na dystansie 200 metrów Szwed wystartował w czternastym biegu eliminacyjnym. Z nieznanym czasem uplasował się na miejsca 3-5, które nie były premiowane awansem do półfinału.
Rekordy życiowe:
- bieg na 200 metrów – 23,1 (1912)